# Operation Perch
Operation Perch var en britisk offensiv under 2. Verdenskrig, som fandt sted mellem den 7. og 14. juni 1944 under Operation Overlord – invasionen i Normandiet. Offensiven havde til formål at omringe og erobre den tyskbesatte by Caen, som var et vigtigt allieret mål i de første trin af Operation Overlord. En kombination af intens tysk modstand og fejltagelser i toppen af den britiske hærledelse betød, at operationen ikke nåede sit mål.
Det var oprindelig meningen, at Operation Perch skulle finde sted straks efter den britiske landgang på strandene, og skulle omfatte en fremrykning af 30. korps til sydøst for Caen. Dette afhang af, at Caen hurtigt blev befriet, men tre dage efter invasionen var byen stadig på tyske hænder, og operationen blev ændret. Perch blev udvidet til at omfatte 1. Korps og blev til et knibtangsangreb med det formål at erobre Caen. Det startede dagen efter landgangen med, at 30. korps trængte sydpå, indtil det kom i kamp med stærke tyske styrker ved byen Tilly-sur-Seulles, der skiftede hænder adskillige gange inden den endeligt blev befriet. 1. korps' østlige fremstød blev igangsat to dage senere fra Orne brohovedet, der var blevet etableret på D-dag af britiske styrker under Operation Tonga, men fremstødet kom ikke langt overfor beslutsom tysk modstand og konstante modangreb. Da tabene voksede, og der ikke var udsigt til et umiddelbart tysk sammenbrud, blev offensiven øst for Caen opgivet den 13. juni.
I mellemtiden havde amerikansk pres mod vest åbnet et hul i den tyske linje. I et forsøg på at holde fronten flydende blev 7. panserdivision trukket ud af kampene ved Tilly-sur-Seulles og sendt gennem hullet i et angreb i flanken, der havde til formål at tvinge tyskerne til at falde tilbage. Efter to dages intense kampe, som bl.a. omfattede slaget ved Villers-Bocage, blev divisionens stilling den 14. juni vurderet til ikke at kunne holdes, og den blev trukket tilbage. Der blev udformet planer om at genoptage offensiven, når 7. panserdivision havde modtaget forstærkninger, men planerne blev opgivet, da en alvorlig storm i Den engelske kanal i alvorlig grad forstyrrede de allieredes landsætning af tropper og forsyninger.
Både beslutningen om at udnytte hullet i fronten og håndteringen af det efterfølgende slag har været genstand for kontroverser. Historikerne er generelt enige om, at på grund af fejltagelser på divisions- og korpsniveau i den engelske hær, blev en tidlig mulighed for at erobre Caen spildt; men for at stoppe offensiven var tyskerne blevet tvunget til at indsætte deres kraftigste panserreserver i en defensiv rolle, hvor de led store tab og ikke kunne indgå i en modoffensiv.

## Baggrund
Den normanniske by Caen var målet på D-dag for den britiske 3. infanteridivision, som blev landsat på Sword Beach den 6. juni 1944. Den hurtige erobring af Caen var nok et ambitiøst mål, men historikeren L. F. Ellis har beskrevet det som det vigtigste mål for generalløjtnant John Crockers 1. Korps. Operation Overlord indebar, at generalløjtnant Sir Miles Dempseys 2. armé skulle tage byen og derpå etablere en frontlinje fra Caumont-l'Éventé til sydøst for Caen, hvorved man ville skaffe sig flyvepladser og beskytte den venstre flanke af den amerikanske 1. armé mens den rykkede frem mod Cherbourg. Kontrol over Caen og dens omegn ville give 2. armé tilstrækkelig plads til at kunne gennemføre en opmarch til et fremstød sydpå for at erobre Falaise, som kunne bruges som omdrejningspunkt for et sving mod højre i retning af Argentan og derpå mod Touques-floden. Terrænet mellem Caen og Vimont var særdeles lovende, da det åbent, tørt, og velegnet til hurtige offensive operationer – de allierede havde langt flere-kampvogne og mobile enheder, og det ville være til deres fordel, hvis slaget ændrede karakter til en mere bevægelig konfrontation.

## Oprindelige plan
Ifølge planerne forud for D-dag var det meningen med Operation Perch at skabe en trussel om et britisk udbrud mod sydøst fra Caen. Operationen blev tildelt 30. korps. 50. infanteribrigade, som blev landsat på Gold Beach den 6. juni fik til opgave at rykke hurtigt ind i landet og erobre Bayeux og vejen til Tilly-sur-Seulles. 7. panserdivision forstærket med 8. panserbrigade skulle herefter tage over fra 50. division og være i spidsen for et yderligere fremstød fra Tilly-sur-Seulles til Mont Pinçon.

## Operation Wild Oats
Efter at være gået i land på Gold Beach klokken 07:30 den 6. juni, lykkedes det 30. korps at rydde 7 udgange fra stranden og rykke 8 km ind i landet, men på grund af kraftige kampe i Le Hamel ved Asnelles kunne det ikke nå alle sine mål for D-dagen inden det blev mørkt. Patruljer var nået til udkanten af Bayeux, og der var skabt kontakt til elementer af 3. canadiske infanteridivision, som var gået i land på Juno Beach. 47. Royal Marine Commando, som rykkede langs kysten for at få forbindelse med amerikanerne, som rykkede ind i landet fra Omaha Beach, manglede 5 km i at nå frem til Port-en-Bessin-Huppain. Den 7. juni blev hovedparten af 7. panserdivision landsat til tiden og 30. korps sikrede sig sine resterende mål for D-dag, herunder Bayeux og Port-en-Bessin-Huppain.
Alting var ikke gået lige så glat for styrkerne som gik i land på Sword Beach. 1. Korps' 3. infanteridivision var fortsat ind i landet mod Caen som planlagt, men måtte sende enheder af sted for at nedkæmpe stærke tyske stillinger langs den 15 km lange vej til byen. Efterhånden som mere og mere af styrken blev anvendt til andre formål, og dens panserstøtte blev forsinket af trafikpropper i brohovedet, kunne divisionen ikke skabe tilstrækkelig stort momentum til at nå Caen på D-dag og blev stoppet udenfor forstæderne af den tyske 21. panserdivision.
Den 9. juni var Caen stadig solidt i tyske hænder, så de Allieredes chef for landstyrkerne general Bernard Montgomery mødtes med generalløjtnanterne Miles Dempsey og Omar Bradley (som henholdsvis havde kommandoen over den britiske 2. og den amerikanske 1. armé) og besluttede sig for en ny plan for 2. armé. Caen skulle erobres ved en knibtangsmanøvre under kodenavnet Operation Wild Oats. Den østlige del af knibtangen skulle bestå af 1. korps' 51. infanteridivision og 4. mekaniserede brigade. Kampvognene og infanteriet skulle krydse ind i Orne-brohovedet, det område øst for Orne-floden, som 6. luftbårne division havde erobret i Operation Tonga, og angribe sydpå mod Cagny, 10 km sydøst for Caen. 30. korps skulle være knibtangens vestlige kæbe. I en ændring til Operation Perch skulle 7. panserdivision ikke længere trænge frem til Mont Pinçon men derimod svinge østpå, krydse Odon-floden og erobre Évrecy og højlandet ved byen (Hill 112). For at fuldende omringningen blev det foreslået, at den 1. luftbårne division skulle nedkastes mellem de to kæber, men den allierede chef for flystyrkerne i Operation Overlord, luftmarskal Sir Trafford Leigh-Mallory var modstander af dette skridt. Han nægtede at flyve divisionen til Normandiet og hævdede, at nedkastningen ville sprede divisionen for meget til, at den kunne nå sine mål, og at nedkastningszonen var for farlig for hans piloter. Trods Montgomerys "bitre vrede" over Leigh-Mallorys stejle holdning, gik knibtangsangrebet i gang uden den luftbårne styrke. Ifølge historikeren Hubert Meyer blev det indarbejdet i Operation Perch, og Wild Oats blev opgivet som en selvstændig operation.

## Hovedoffensiven

### Tyske forberedelser
Som svar på invasionen blev 1. SS panserkorps den 7. juni overført fra 7. armé til Panzergruppe West. Chefen for OB West, feltmarskal Gerd von Rundstedt, gav oprindelig gruppen under general Leo Geyr von Schweppenburg ordre til at planlægge et modangreb til 10. juni, men det blev opgivet af feltmarskal Erwin Rommel, da de nødvendige styrker ikke kunne nå at blive samlet i tide. Alligevel blev de til rådighed stående tyske enheder skyndsomt ført frem til deres samlingsområder for at inddæmme de allierede brohoveder. 1. SS panserkorps var en stærk enhed, som bestod af Panzerlehrdivisionen (en af de stærkeste divisioner i den tyske hær ), de "fanatiske teenagere" i 12. SS panserdivision og veteranerne i 21. panserdivision. Selv om de mistede op mod 200 køretøjer ved luftangreb, mens de kørte de 150 km fra Chartres, ankom de forreste elementer af Panzerlehr i løbet af natten den 9. juni til Tilly-sur-Seulles området overfor 30. korps. Dele af 12. SS panserdivision, 21. panserdivision og rester af 716. statiske infanteridivision blev kørt i stilling omkring Caen overfor 1. Korps.

### 30. Korps' angreb
Selv om et koncentreret modangreb fra alle tre panserdivisioner i 1. SS panserkorps aldrig blev til noget, blev der iværksat adskillige angreb på det britisk-canadiske brohoved nord for Caen. 30. korps fik forbindelse med amerikanerne den 9. juni og samme dag nåede 50. infanteridivision frem til den nordøstlige udkant af Tilly-sur-Seulles og stødte første gang på kampvognene fra Panzerlehr. I løbet af aftenen indledte Panzerlehr og 12. SS Panzerdivision et modangreb, og selv om de blev slået tilbage den følgende morgen, var et britisk kompagni blevet løbet over ende. Den 10. juni overtog 7. panserdivision dele af 50. infanteridivisions front samtidig med at 56. infanteribrigade (fra 50. division) blev tilknyttet til 7. panserdivision. Ved dagens slutning havde divisionen nået Tilly-sur-Seulles' nordvestlige udkant, og den følgende dag trængte enheder ind i byen og sikrede sig de centrale vejkryds. Den britiske besættelse var imidlertid kortvarig, da Panzerlehrdivisionen indledte flere modangreb og gennemtvang en tilbagetrækning. Yderligere forsøg fra 50. infanteridivision gik i stå i bocage-landskabet, hvor det var umuligt at overvinde den formidable modstand fra Panzerlehr.

### 1. Korps' angreb
Mens 30. korps kæmpede for at få kontrol over Tilly-sur-Seulles, blev 51. infanteridivision og 4. panserbrigade forsinket i et indtage deres stillinger på 1. Korps' front, så angrebet blev udskudt til 12. juni. Ludovic Fortin antyder, at rent faktisk rykkede 51. division frem alene, og anfører at 4. panserbrigades første større kampindsats var i Operation Epsom, indtil da støttede den 50. infanteridivision. Den 10. juni indledte tysk infanteri støttet af kampvogne talrige angreb mod 6. luftbårne division, som holdt Orne-brohovedet i forventning om 51. divisions og 4. panserbrigades ankomst. Faldskærmstropperne stod fast, og med artilleristøtte fra flåden gik de til modangreb. En tilfangetaget tysk officer bemærkede, at hans "bataljon var blevet så godt som udslettet" under 12 timers kamp. Om aftenen forsøgte tyskerne at generobre Ranville, men dette angreb blev også stoppet og slået tilbage hvorunder faldskærmstropperne tilføjede fjenden alvorlige tab. De forreste enheder af 51. infanteridivision ankom i løbet af aftenen, og den følgende morgen indledte de et angreb på Bréville. Selv om dette blev slået tilbage med store tab, sikrede andre dele af divisionen sig hurtigt Touffreville.
Den 12. juni blev kom der yderligere tyske angreb fra Bréville-området mod Orne brohovedet. Kampene varede hele dagen, og tabene var alvorlige på begge sider; men i løbet af aftenen trak tyskerne sig tilbage. For at lukke hullet i den britiske forsvarsring blev der truffet beslutning om at sikre Bréville. Et vellykket angreb blev gennemført af 12. bataljon af faldskærmsregimentet, som ved midnat havde erobret landsbyen, men af de 160 mand, som indledte angrebet, blev 141 dræbt eller såret.  51. infanteridivision stod overfor hård og fortsat modstand fra 21. panserdivision i sit forsøg på at trænge sydpå til Saint Honorine, og da divisionen ingen vegne kom, blev offensiven øst for Caen afblæst den 13. juni.

### Højre hook
På højre flanke af 30. korps havde den tyske 352. infanteridivision været i kontakt med den amerikanske 1. infanteridivision siden landgangen på Omaha Beach den 6. juni. Den havde ikke fået nævneværdige forstærkninger som erstatning for de tab den havde lidt, og 352. division kunne ikke modstå det fortsatte amerikanske pres, og begyndte at bryde sammen og trak sig tilbage sydpå. Dette åbnede et 12 km hul i de tyske linjer mellem 5. amerikanske korps og 30. korps.
Den 12. juni blev Operation Perch ændret.
Dempsey var opmærksom på den mulighed, der var opstået og mødtes med generalløjtnant Gerard Bucknall, som var leder af 30. korps og generalmajor George Erskine, som stod i spidsen for 7. panserdivision, og gav Erskine ordre til at trække sine kampvogne tilbage fra kampene omkring Tilly-sur-Seulles. 7. panserdivision skulle herefter udnytte hullet i de tyske linjer, erobre byen Villers-Bocage og trænge ind i Panzerlehrdivisionens flanke.
En højderyg 2,5 km øst for byen var det endelige mål. Det mentes, at fremkomsten af britiske kampvogne bag Panzerlehrdivisionen i højlandet og med kontrol over vigtige forbindelseslinjer ville tvinge Panzerlehrdivisionen til at trække sig tilbage eller overgive sig og dermed holde operationerne flydende.
Tyskerne var godt klar over deres sårbarhed og planlagde med at lukke hullet i deres linjer med 2. Panserdivision og 3. faldskærmsdivision. Disse enheder kunne imidlertid først være fremme den 15. juni, så lette rekognosceringsstyrker blev sendt af sted for at dække området. Desuden gav chefen for 1. SS panserkorps sin eneste reserve – 101. tunge SS panserbataljon – ordre til at placere sig bag Panzerlehr og 12. SS Panserdivision og dække hans åbne flanke. I forventning om den værdi briterne ville tillægge højlandet ved Villers-Bocage, blev 101. SS-Panzer Bataljons 2. eskadron under ledelse af Michael Wittmann og med kun fem kampklare Tiger-kampvogne, placeret lige syd for Point 213 på højderyggen ved Villers-Bocage. Bataljonen ankom den 12. juni efter fem dages fremrykning fra Beauvais.
Med 131. infanteribrigade klar til indsats leverede 7. panserdivision 56. infanteribrigade tilbage til 50. division. Med 22. panserbrigade og 131. infanteribrigade tog 7. panserdivision af sted kl. 14. Klokken 20 stødte fremrykningen på modstand fra Panzerlehr ved Livry, som det tog to timer at overvinde. I håb om at holde tyskerne i tvivl om det britiske mål, gav brigadegeneral Hinde, chefen for 22. panserbrigade og lederen af fremrykningen mod Villers-Bocage, herpå ordre til at gøre holdt for natten.

### Slaget ved Villers-Bocage
Den britiske fremrykning blev genoptaget kl. 5:20 og omkring 3 timer senere kom fortroppen af 22. panserbrigadegruppe, en ad-hoc styrke bestående af forskellige elementer af 7. panserdivision og grupperet omkring den 22. panserbrigades taktiske hovedkvarter  ind i den vestlige del af Villers-Bocage.
Indenfor den næste halve time rykkede en eskadron af det forreste panserregiment, 4. County of London Yeomanry, gennem byen og besatte Point 213, et højtliggende område øst for byen. Regimentshovedkvarteret og et kompagni infanteri placerede sig i den østlige del af landsbyen langs hovedvejen.
Omkring kl. 9 faldt de forreste britiske kampvogne i et baghold bestående af mellem 3 og 5 Tiger-kampvogne  fra 2. eskadron af 101. tunge SS-Panzerbataljon. En Tiger-kampvogn, under kommando af Michael Wittmann, kørte ind i Villers-Bocage og ødelagde adskillige kampvogne fra 4. County of Londons regimentshovedkvarter og rekognosceringsdeling. Derefter angreb det yderligere britiske kampvogne, som var på vej ind i byen fra vest, inden den forsøgte at trække sig tilbage. Michael Wittmanns Tiger blev snart sat ud af spillet og han og hans besætning forlod den og flygtede mod Château Orbois for at rapportere til Panzerlehrdivisionen. På under 15 minutter var 13-14 kampvogne, 2 antitank-kanoner og 13-15 transportkøretøjer blevet ødelagt af den 101. tunge SS-Panzerbataljon, og hovedparten blev tilskrevet Wittmann.
Resten af formiddagen gik en britisk infanteribataljon fra 22. panserbrigade i stilling i byen. I mellemtiden var tropperne udenfor byen ved Point 213 blevet afskåret, så en styrke blev sat sammen, som skulle forsøge at udfri dem. Styrken var ude af stand til at komme nogen vegne mod højderyggen, og da yderligere tyske styrker ankom nær højderyggen mellem kl. 11 og 13 overgav den omringede eskadron sig. Yderligere tyske tropper generede nu andre dele af 22. panserbrigade langs vejen tilbage til Livry.
Kampvogne fra Panzerlehrdivisionen ankom snart med ordre til at spærre udgangsvejene mod nord og vest fra Villers-Bocage, men de stødte på britiske antitank-kanoner og adskillige blev ødelagt inden den britiske stilling blev bragt til stilhed. Det næste tyske angreb, som blev sat ind med kampvogne fra 101. tunge SS panserbataljon faldt i baghold i bymidten. Nogle Tiger-kampvogne og en Panzer IV blev ødelagt af en kombination af antitank-kanoner, en Sherman Firefly og infanteri. Der blev senere sat ild til de beskadigede tyske kampvogne, og britisk og tysk infanteri stødte sammen hele eftermiddagen. Britiske stillinger blev udsat for kraftig artilleribeskydning, mens adskillige tyske angreb blev slået tilbage af artilleri, som beskød dem direkte. Et britisk kompagni blev løbet over ende og en deling taget til fange, og bataljonens hovedkvarter kom under stigende beskydning.
Brigadegeneral Hinde besluttede, at den britiske stilling var ved at blive umulig at holde og at hans brigadegruppe indtil næste morgen skulle trækkes tilbage til Point 174, et højtliggende område vest for Villers-Bocage nær Amayé-sur-Seulles. Kl. 20 indledtes tilbagetrækningen under dække af artilleriild, og den blev gennemført stort set uden tab.

### 14. juni
Om morgenen den 14. juni opgav Montgomery ideen om en knibtangsmanøvre mod Caen, da han manglede den "fornødne styrke til at handle offensivt på begge flanker". Han foreslog, at 30. korps skulle fortsætte sin offensiv alene med et "enkelt koncentreret stød", mens aktiviteten i 51. infanteridivision på den østlige flanke skulle "dæmpes ned".
50. division havde fortsat med at angribe mod syd for at holde det tyske fokus på dem og ikke på 7. panserdivision. Den 14. juni angreb 50. division med støtte fra hele sit artilleri og Royal Air Force, med to brogader for at erobre landsbyerne la Senaudière, la Belle Epine, Lingèvres og Verrières.
Hvis disse offensiver fik succes, ville der blive igangsat et yderligere angreb for at erobre landsbyen Hottot-les-Bagues. For at berede vejen blev der sendt en stor rekognosceringsstyrke af sted den foregående aften. Pansergrenadererne fra Panzerlehrdivisionen tilføjede briterne store tab. Dens egne tab kendes ikke, om end det vides at en kampvogn blev bekræftet ødelagt.
Hovedangrebet begyndte kl. 10:15 den næste morgen da 151. infanteribrigade med støtte fra kampvogne fra 4./7. Royal Dragoon Guards rykkede mod Lingèvres og Verrières. De tyske forsvarere holdt deres ild tilbage indtil briterne var mindre end 150 meter væk, og det tog fem timers kampe inden 6. Durham Light Infantry (DLI), med kraftig artilleristøtte havde ryddet de tyske frontlinjestillinger. To kompagnier blev sendt frem og erobrede Verrières, som de fandt ud af ikke var forsvaret, men yderligere fremstød blev pareret med infanteri og kampvogne.
9. DLI blev også fanget i kraftig tysk maskingeværild og blev tvunget til at indsætte deres reservekompagnier for at bryde gennem den tyske front. Mellem middag og 13:30 erobrede bataljonen Lingèvres og placerede antitank-kanoner i landsbyen, selv om de fleste af disse blev sat ud af spillet under det første tyske modangreb. To Panther-kampvogne blev set af sergent Wilfred Harris, som havde kommandoen over en Sherman Firefly, mens de nærmede sig landsbyen. Harris kom i kamp med den første på en afstand af 350 meter og ødelagde den og beskadigede den næste. Mens Harris fik sine kampvogne flyttet til en ny position ødelagde en panserjagergruppe anført af major John Mogg, den fungerende bataljonschef, den beskadigede Panter. Yderligere panserjager-grupper jagede en anden Panther væk. En britisk M4 Sherman blev ødelagt og en tredje Panther blev ødelagt af en Sherman. Yderligere tre Panthere reagerede ved rykke mod landsbyen. Harris ødelagde den forreste, inden den kom ind i landsbyen, og yderligere to inde i landsbyen, om end en af dem nåede ind i midten af Lingèvres inden besætningen sprang ud.
Efter kraftige kampe nåede 231. infanteribrigade alle sine mål inden aften og fik forbindelse med 151. infanteribrigade. En officer i 6. DLI udtalte, at angrebet var det mest vellykkede, som bataljonen gennemførte i løbet af operationen. I alt ni tyske kampvogne blev ødelagt i løbet af dagen, men DLI havde lidt tab på op imod 353. Trods det havde divisionen ikke været i stand til at bryde gennem Panzerlehrs forsvarslinjer.

#### Slaget om brigadeboksen
Da den britiske tilbagetrækning fra Villers-Bocage var afsluttet den 14. juni dannede brigadegruppen en 360 graders forsvarsstilling – en brigadeboks. Den præcise placering af denne stilling er omstridt blandt historikere. Carlo D'Este hævder, at den var mellem Amayé-sur-Seulles og Tracy-Bocage, omkring bakke 174. Dan Taylor placerer boksen omkring brigadens taktiske hovedkvarter på bakke 174 og har et kort som viser at brigaden fortrinsvis var placeret syd for landsbyen Amayé-sur-Seulles. George Forty placerer boksen nord for Tracy-Bocage, omkring bebyggelsen St-Germain, og refererer til en rapport fra 22. panserbrigadegruppes kommanderende officer, som anfører at stillingen var øst for Amayé-sur-Seulles and included St-Germain. Kampene der fulgte den 14. juni går under to betegnelser: 'Slaget om brigadeboksen' og 'Slaget om ø-stillingen', det sidste stammer fra 22. panserbrigades rapport efter slaget, som omtalte boksen som ø-stillingen. Forty og Taylor er enige om at boksen dækkede et område på mindre end 2 km2.
Panzerlehrdivisionen havde omgrupperet sig således, at den både kunne forsvare sig mod nye angreb fra 50. infanteridivision og angribe 7. panserdivisions indtrængen, et angreb som ville blive støttet af 1. eskadron af 101. tunge SS-panserbataljon. 2. Panserdivisions rekognosceringsbataljon og andre mindre infanterienheder havde også placeret sig overfor brigadeboksen, mens divisionens panserregiment ikke kom til at tage del i slaget, da den endnu ikke var nået frem til fronten.
På nuværende tidspunkt var 131. infanteribrigade, som bestod af en infanteribataljon og et panserregiment, rykket frem til Livry. I løbet af morgenen den 14. juni holdt brigade vejen åben fra brigadeboksen til Livry-Briquessarrd området, mens Hawker Typhoon-jagerbombere gennemførte angreb mod tyske stillinger i nærheden af boksen. Tysk infanteri blev observeret på vej mod de britiske linjer, og blev udsat for kraftig allieret artilleribeskydning, hvilket stoppede deres indledende angreb, men omkring kl. 9 rykkede mere artilleri frem mod brigadeboksen, og denne gang var de for tæt på, til at der kunne tilkaldes artilleristøtte. Det kom til kamp og en britisk deling blev løbet over ende. Et modangreb med kampvogne og infanteri slog tyskerne tilbage og genetablerede fronten, men herpå udsatte tyskerne briterne for ild fra snigskytter, mortérgranater og kl. 14 tungt artilleri.  Klokken 19 blev brigadeboksen ramt af en knibtangsmanøvre støttet af langtrækkende artilleri fra nord og syd. Dette gennembrød de britiske linjer og nærmede sig brigadens hovedkvarter, inden det blev sleåt tilbage og kampen døde ud omkring kl. 22:30.
Selv om man havde tillid til, at stillingen kunne holdes, betød 50. infanteridivisions manglende evne til at bryde igennem Panzerlehrdivisionen og komme 7. panserdivision til undsætning at man besluttede at trække brigadegruppen tilbage og rette fronten ud. Tilbagetrækningen, med kodenavnet Operation Aniseed, begyndte lige efter midnat. Lyden af tilbagetrækningen blev dækket af et RAF bombeangreb mod Aunay-sur-Odon og Evrecy, som ødelagde en Tiger kampvogn og satte tre andre ud af spillet, og tilføjede tyskerne et tab på 29. Generende artilleribeskydning blev rettet mod nord og syd for tilbagetrækningsruterne, men tyskerne gjorde ikke meget for at gribe ind.
Der blev tilføjet tyskerne et tab på mellem 700-800 under slaget og mellem 8 og 20 kampvogne blev ødelagt, heriblandt adskillige Tigere. De britiske tab blev betegnet som lette og omfattede tabet af blot tre kampvogne. Michael Reynolds anfægter de rapporterede tyske tabstal og kalder dem "overdrevne". Brigadegeneral Hinde skrev i sin officielle rapport efter slaget: "Det er tvivlsomt om anvendelsen af artilleri og håndvåbenammunition var berettiget i forhold til omfanget af fjendens indsats".

## Efterspil
I de følgende dage bølgede kampene frem og tilbage mellem 50. infanteridivision og Panzerlehr. Den 15. juni hævdede 30. korps, at de havde ødelagt mindst 70 tyske kampvogne, og den 18. juni gik britisk infanteri igen ind i Tilly-sur-Seulles. Byen blev sikret den følgende dag overfor let modstand. Den havde skiftet hænder 23 gange inden den endelige befrielse.
Samme dag blev der indledt et angreb mod Hottot-les-Bagues. Trods beslutsom modstand fra Panzerlehr, fik britisk infanteri fodfæste i landsbyen, men blev snart tvunget tilbage af tyske modangreb støttet af kampvogne. Det lykkedes briterne at generobre landsbyen og holde den mod yderligere tyske angreb, men da de var for få til at sikre stillingen trak de sig tilbage i løbet af natten og Hottot-les-Bagues blev genbesat af pansergrenaderer.
Den 7. panserdivision blev trukket tilbage for at afstivet med 33. panserbrigade, som var ved at blive landsat og tage opstilling indenfor det britiske brohoved. Det var planen at den forstærkede division skulle genoptage angrebet; men den 19. juni ramte en alvorlig storm Den engelske kanal og forårsagede alvorlige forstyrrelser i landsætningerne, hvilket betød at yderligere offensiver blev opgivet indtil videre.

### Tab
Selv om der ikke foreligger særskilte tabstal for denne specifikke operation havde Panzerlehrdivisionen ved udgangen af juni lidt tab på 2972 og rapporterede tabet af 51 kampvogne og stormartilleri, desuden 82 halvbæltekøretøjer og 294 andre køretøjer. Indtil 16. juni havde 12. SS Panserdivision rapporteret tab på 1417 og den 26. juni havde divisionen mistet 41 kampvogne. Fra månedens begyndelse og indtil 16. juni havde 21. panserdivision lidt tab på 1864 mand. Inden invasionen havde divisionen haft 112 kampvogne. Den 16. juni rapporterede divisionen, at kun 85 kampvogne var klar til kamp og et ukendt antal var derudover under reparation. Under Operation Perch havde den 101. tunge SS panserbataljon tab på 27, og den 16. juni havde bataljonen kun 15 kampvogne i aktiv tjeneste. De havde mistet 9 kampvogne og yderligere 21 var under reparation i forskellig grad.
Ved udgangen af juni havde 7. panserdivision lidt tab på 1149, og 50. infanteridivision havde tab på 4476.

## Analyse
Hvem der fik ideen til at ramme Panzerlehrdivisionen i flanken gennem hullet i de tyske linjer har vist sig svært at opklare. Historikeren George Forty skriver, at "selv om det klart var Monty, der traf den endelige afgørelse om at man skulle sende 'Ørkenrotterne' højre om, står det ikke klart hvem der rent faktisk fik ideen om at gennemføre højrehåndshooket". Forty citerer derefter 7. panserdivisions chef George Erskine, som både hævder at ideen stammede fra ham og at han mener, at manøvren kunne være gennemført 24 timer tidligere. At angrebet i flanken kunne være gennemført tidligere støttes af John Buckley. Dan Taylor går længere, og hævder, at selv om Gerard Bucknall i 30. korps vidste om hullet i 24 timer, blev han forhindret i at udnytte det af chefen for 2. armé, Miles Dempsey, så på daværende tidspunkt stadig var fokuseret på Operation Wild Oats. Felttogets officielle historiker, L.F. Ellis, hævder at Bucknall tilrettelagde fremstødet, men først efter at have talt med Dempsey. Historikeren Carlo D'Este skriver "selv om tanken givetvis havde været overvejet i 30. korps, var problemet, at Bucknall havde gjort absolut intet for at gennemføre det, indtil Dempsey ankom på scenen ... [og] satte fart i korpschefen". Den generelle holdning blandt historikerne lader til at pege på Dempsey som ophavsmanden, både som den der udtænkte planen om et højre hook og den som gav ordren til dets udførelse.
Da operationen slog fejl fik det Dempsey til kort efter at skrive, at der "ingen mulighed nu var for en hurtig operation med luftbårne tropper, der enten kunne erobre Caen eller uddybe brohovedet på 30. korps front. Det står nu klart, at Caen kun kan erobres ved et forberedt angreb, og vi har hverken tilstrækkelig med mænd eller ammunition til det på nuværende tidspunkt". Efter krigen bemærkede han at "dette angreb ved 7. panserdivision burde være lykkedes. Min fornemmelse af, at Bucknall og Erskine måtte afløses kom med dette fejlslag ... hele håndteringen af slaget var skammeligt. Deres beslutning om at trække sig tilbage [fra Villers-Bocage] blev truffet af korpschefen og Erskine." Selv om D'Este kalder Dempseys kommentarer "overdrevent barske", støttes de generelt af historikerne, som antyder, at en stor mulighed for en hurtig erobring af Caen blev spildt af Bucknall. John Buckley støtte Dempsey fuldt ud, og hævder at Bucknall ikke var forberedt på at støtte angrebet, da det stødte på problemer, og at Erskine ikke var den rette til opgaven. Major Ellis er knap på kritisk, og kalder det umiddelbare resultat af kampene for "skuffende" men anfører, at med Panzerlehr's hårdnakkede modstand og den uventede ankomst af 2. panserdivision kunne 7. panserdivision "dårligt have opnået en komplet succes". Denne holdning afvises imidlertid af Michael Reynolds, som bemærkede, at "2. panserdivisions kampvogne var slet ikke i nærheden af Villers-Bocage på dette tidspunkt".
Hubert Meyer hævder, at hovedårsagen til at Perch mislykkedes var at 50. infanteridivision og dens pansrede støtteenhed, ikke kom nogen vegne overfor Panzerlehrdivisionen, sammenbruddet af 51. infanteridivisions angreb og det hurtige modangreb, som blev sat ind i de forreste elementer af 2. panserdivision. En yderligere årsag, som er fremført er, at der blev indsat for lidt infanteri i offensiven. Michael Reynolds anfører, at to infanteribataljoner og hovedparten af 7. panserdivisions 1. riffelbrigade ikke blev indsat i kampen den 13. juni. Han identificerer yderligere tre ubeskæftigede infanteribrigader, som kunne være blevet indsat i højre-hooket udover 7. pansrede, da den gik i aktion. Han lægger skylden på Bucknall for at have undladt at koncentrere tilstrækkelige styrker på det rette sted og det rette tidspunkt. Denne analyse støttes af D'Este, selv om Bucknall forsvarede sin beslutning ved at hævde at "49 [Division] ... [havde] ingen aktuel kamperfaring og det var vigtigt at indsætte dem på en pæn måde i deres første kamp i et velkoordineret slag, og ikke smide dem ind hulter til bulter i et voldsomt kampvognsslag, som det omkring V[illers]-B[ocage] og Amaye." Ifølge John Buckley, var den mest afgørende grund til at operationen slog fejl at ledelsen ikke fungerede. Historikeren Terry Copp bemærkede, at Miles Dempsey fortsatte med at undervurdere den tyske styrke og vilje til at forsvare det område de besad mens Mungo Melvin anfører, at Dempsey og 2. armé viste svagheder ved håndteringen af underlagte enheder, og ikke gav deres underordnede klare opgaver, klare hensigter og tillod underlagte enheder frihed til at bestemme hvor ledes de skulle udføres.
Chester Wilmot kaster et andet lys på resultatet af Operation Perch ved at kalde den en strategisk succes. "Ved at indsætte sine kampvogne for tidligt havde Rommel forsinket den britiske fremrykning, men samtidig havde han hjulpet Montgomery, for når først panserdivisionerne var indsat i kamp mod 2. armé, kunne de ikke bruges til deres egentlige offensive opgave."

## Eksterne kilder
- Paterson, Ian A. "History of the British 7th Armoured Division". Arkiveret fra originalen 21. juni 2007. Hentet 20. juli 2009. Hjemmeside om divisionens aktiviteter i Normandiet.
- Corvé, Philippe. "The Battle of Normandy: The Memory". Arkiveret fra originalen 17. februar 2014. Hentet 10. juli 2012.

Hjemmeside om kampene ved Tilly-sur-Seulles, information om museet og den britiske krigskirkegård.
49°05′N 0°39′V / 49.083°N 0.650°V